# 第335步兵師 (德國國防軍)
德國國防軍陸軍第335步兵師（德語：335. Infanterie-Division）是納粹德國國防軍陸軍的一個步兵師。該師於1940年11月組建。
該師組建後，在法國駐紮，期間參與軍事佔領維希法國的安東行動。1943年1月，該師調往東線，此後一直在當地作戰。
該師最後於1944年8月在第二次雅西-奇西瑙攻勢被殲，同年10月解散。

## 註腳
1. ↑  Mitcham（2007年）